# اکلار، کاش
اکلار، کاش (به لاتین: Aklar, Kaş) یک منطقهٔ مسکونی در ترکیه است که در استان آنتالیا واقع شده‌است.